# Bandera de Bermeo
La Bandera de la Villa de Bermeo es el premio de una regata que se celebra desde 1982, organizada por el Club de Remo Bermeo.

## Historia
Se celebra con motivo de la fiesta de Santa Eufemia el 16 de septiembre que es la patrona de la localidad. En 1983 y con motivo de las inundaciones no se celebró la regata.

## Palmarés
| Edición | Año  | Ganador         | Segundo      | Tercero         |
| I       | 1982 | Zumaya          | Kaiku        | Pedreña         |
| II      | 1984 | Algorta         | Portugalete  | Ciérvana        |
| III     | 1985 | San Juan        | Kaiku        | Santurce        |
| IV      | 1986 | San Juan        | San Pedro    | Iberia          |
| V       | 1987 | San Pedro       | Zumaya       | Mundaca         |
| VI      | 1988 | Ciérvana        | Ur-Kirolak   | Santurce        |
| VII     | 1989 | Ciérvana        | Orio         | Zumaya          |
| VIII    | 1990 | Ciérvana        | San Juan     | Castro          |
| IX      | 1991 | Orio            | Ciérvana     | Santurce        |
| X       | 1992 | San Pedro       | Orio         | Donibaneko      |
| XI      | 1993 | San Pedro       | Orio         | Donibaneko      |
| XII     | 1994 | San Pedro       | Ondárroa     | Donibaneko      |
| XIII    | 1995 | Orio            | San Pedro    | Ondárroa        |
| XIV     | 1996 | Orio            | San Pedro    | Fuenterrabía    |
| XV      | 1997 | Orio            | Donibaneko   | San Pedro       |
| XVI     | 1998 | Orio            | Donibaneko   | San Pedro       |
| XVII    | 1999 | Santurtzi       | Urdaibai     | Isuntza         |
| XVIII   | 2000 | San Juan        | Orio         | Astillero       |
| XIX     | 2001 | Orio            | Castro       | Urdaibai        |
| XX      | 2002 | Castro Urdiales | Urdaibai     | San Juan        |
| XXI     | 2003 | Orio            | --           | --              |
| XXII    | 2004 | Astillero       | --           | --              |
| XXIII   | 2005 | Astillero       | Fuenterrabía | Castro Urdiales |
| XXIV    | 2006 | Castro          | Fuenterrabía | Pedreña         |
| XXV     | 2007 | Urdaibai        | Pedreña      | Orio            |
| XXVI    | 2008 | Urdaibai        | Castro       | Zarauz          |
| XXVII   | 2009 | Castro          | Orio         | Fuenterrabía    |
| XXVIII  | 2010 | Urdaibai        | Castro       | Pedreña         |
| XXIX    | 2011 | Fuenterrabía    | Urdaibai     | Tirán           |
| XXX     | 2012 | Kaiku           | Fuenterrabía | Urdaibai        |
| XXXI    | 2013 | Urdaibai        | Fuenterrabía | Kaiku           |
| XXXII   | 2014 | Fuenterrabía    | Kaiku        | Cabo de Cruz    |
| XXXIII  | 2015 | Fuenterrabía    | Urdaibai     | Orio            |
| XXXIV   | 2016 | Urdaibai        | Fuenterrabía | San Juan        |
| XXXV    | 2017 | Fuenterrabía    |              |                 |